# Pholidocercus hassiacus
Pholidocercus hassiacus és un gènere extint de mamífer relacionat amb i semblant als eriçons actuals. Com l'eriçó, Pholidocercus estava cobert de punxes primes, però a diferència d'aquest, tenia escates al cap com si fossin un casc i tenia una llarga i gruixuda cua amb escates.